# Mirza Džomba
Mirza Džomba (ur. 28 lutego 1977 w Rijece) – chorwacki piłkarz ręczny, reprezentant kraju, występował na pozycji prawoskrzydłowego.
14 czerwca 2010 r. podpisał dwuletni kontrakt z Vive Targi Kielce. 10 listopada 2010 roku, po raz pierwszy w swojej kilkunastoletniej karierze piłkarza ręcznego, został ukarany czerwoną kartką. Wykluczenie wynikające z gradacji kar (trzecia kara 2 minut) otrzymał w 53. minucie meczu Pucharu Polski pomiędzy Azotami-Puławy i Vive Targi Kielce wygranym przez kielecki zespół 26:18. Po sezonie 2010/2011 odszedł z kieleckiego klubu i w wieku 34 lat zakończył karierę.
W 2004 roku wraz z reprezentacją zdobył złoty medal olimpijski w Atenach.

## Osiągnięcia

### klubowe
- 1997, 1998, 1999, 2000, 2008, 2009: mistrzostwo Chorwacji
- 1998, 1999, 2000, 2008, 2009: puchar Chorwacji
- 2002, 2003: mistrzostwo Węgier
- 2002, 2003: puchar Węgier
- 2007: mistrzostwo Hiszpanii
- 2005, 2006: puchar Ligi ASOBAL
- 2005: superpuchar Hiszpanii
- 2006: zwycięstwo w Lidze Mistrzów
- 2011: wicemistrzostwo Polski
- 2011: puchar Polski

### reprezentacyjne
- 2003: mistrzostwo Świata
- 2004: mistrzostwo Olimpijskie
- 2005: wicemistrzostwo Świata
- 2008: wicemistrzostwo Europy

## Odznaczenia
- 2004: odznaczony nagrodą im. Franjo Burčara